# Muzyka folkowa
Treść tego artykułu może nie być zgodna z zasadami neutralnego punktu widzenia.
Dokładniejsze informacje o tym, co należy poprawić, być może znajdują się w dyskusji tego artykułu.
 Po wyeliminowaniu niedoskonałości należy usunąć szablon {{Dopracować}} z tego artykułu.
Muzyka folkowa – gatunek muzyki popularnej wywodzący się z muzyki ludowej. Często muzykę folkową określa się mianem europejskiej muzyki ludowej.

## Termin i cechy charakterystyczne
Sam termin „folk” ma kilka znaczeń; w najszerszym znaczeniu (definicja Lomaxa poniżej) termin ten jest zupełnie nieprecyzyjny, bo odnosić się może zarówno do XIX-wiecznych ballad szkockich, irlandzkich czy angielskich, do czarnego bluesa, do białego country i właściwie do każdej muzyki tworzonej przez jakąś wyodrębnioną grupę ludzi (folk), np. górali z Appalachów. Z tej definicji wynika, że termin jest zbyt eklektyczny.
Po raz pierwszy terminem „muzyka folkowa” posłużył się John Lomax. Jego definicja określała muzykę folkową jako ustnie przekazywaną muzykę jakiejś społeczności. W tym znaczeniu folk może być ograniczony kilkoma niepisanymi regułami: musiał sprawiać wrażenie autentyczności, musiał dotyczyć pewnej społeczności czy nawet społeczeństwa oraz musiał być antykomercyjny (reguła pierwsza i trzecia wykluczyły więc w większości muzykę country). Te reguły czasami zacieśniały się tak bardzo, że powstawały dość prostackie utwory, typu kawa na ławę. Ale w sprzyjających okolicznościach dały one pole do popisu i możliwość wyrażenia swojego buntu, niezadowolenia i idealizmu – młodym ludziom.
W latach 50. nastąpiła także inwazja plastiku (co w 10 lat później Frank Zappa podsumował utworem „Plastic People”). Młodzi ludzie zaczęli więc poszukiwać czegoś autentycznego i znaleźli to u ludzi grających na drewnianych instrumentach proste, czyste i jasne utwory, wykonywane z miejsca, wszędzie, gdzie się dało i w byle jakich ubraniach. Zaczęto poszukiwać starych nagrań, które brzmiały potężnie i autentycznie, nawet jeśli gitara nie stroiła i nie można było zrozumieć wszystkich słów. W chwili powstawania ogólnoamerykańskich korporacji, rozwoju środków masowego przekazu i szybkiej komunikacji międzystanowej – młodzi odkryli nagle regionalizm. I ta muzyka kojarzyła się im z antykomercjalizmem (Idealistyczny Pete Seeger podkreślał zawsze wartość grania za darmo). Idealizując przegapiono fakt, że wszystkie nagrania, którymi się tak zachwycali, były nagraniami komercyjnymi. Folk wreszcie był po prostu zwyczajny; wykonawcy nie byli ślicznymi jak z obrazka idolami popkultury, którzy swoją wygładzoną i sztuczną seksualnością przyciągali gawiedź. Rebeliancki rock and roll został szybko spacyfikowany i spetryfkowany; w miejsce autentycznych, agresywnych i dynamicznych artystów pojawiły się sterowane przez wielkie koncerny sztucznie wykreowane i uślicznione postacie, które nawet wykonywały utwory czarnych artystów, ale tak przycięte, przemalowane i pozbawione ducha, że stały się po prostu karykaturami (wystarczy zobaczyć Pata Boone’a wykonującego utwór Little Richarda „Tutti Frutti”, żeby w pełni zrozumieć tragiczność tego procesu).
Oprócz tych przyczyn popularności folku, istniały i inne, z których podkreślić należy dwie. Pierwsza: Amerykanie (jako naród i państwo) wkroczyli w wiek, w którym zaczęli poszukiwać własnej tożsamości i jej częścią była autentyczna twórczość ludowa przechowana w różnych regionach kraju i tworzona przez różne grupy narodowościowe i rasowe, które złożyły się na Amerykę. Druga: była to muzyka łatwa do grania, mogła być wykonywana solowo i grupowo. Umiejętności muzyczne komercyjnej grupy Kingston Trio były zupełnie przeciętne. Były tradycyjne utwory, które mogły być wykonywane tylko na poziomie wirtuozerskim (np. bluesy Roberta Johnsona). Niezwykła popularność utworu „Freight Train” Elizabeth Cotten spowodowała, że Amerykanie masowo zaczęli się uczyć tego szczególnego sposobu gry palcami, a nie piórkiem.
Sama muzyka folkowa zmieniała się w miarę upływu czasu. Już ok. 1962 r. masowo pojawiły się pieśni protestu. Nieco później ruch zajął się walką o prawa obywatelskie. Apogeum ruch folkowy osiągnął w latach 1962–1963. W 1965 r. Bob Dylan swoim słynnym występem z zelektryfikowanym zespołem towarzyszącym podzielił publiczność na połowy; jedna biła brawo, a druga spetryfikowana regułami buczała protestując. Mało tego, Pete Seeger zaczął lamentować nad upadkiem muzyki i usiłował nawet przeciąć kable elektryczne, a menedżer Dylana Albert Grossman zaczął nowej muzyki bronić. Wkrótce obaj starsi panowie okładali się pięściami i tarzali w pyle przy scenie. Tak powstawał folk rock, kombinacja folku i rocka, która zapewniła wielką popularność m.in. grupie The Byrds.

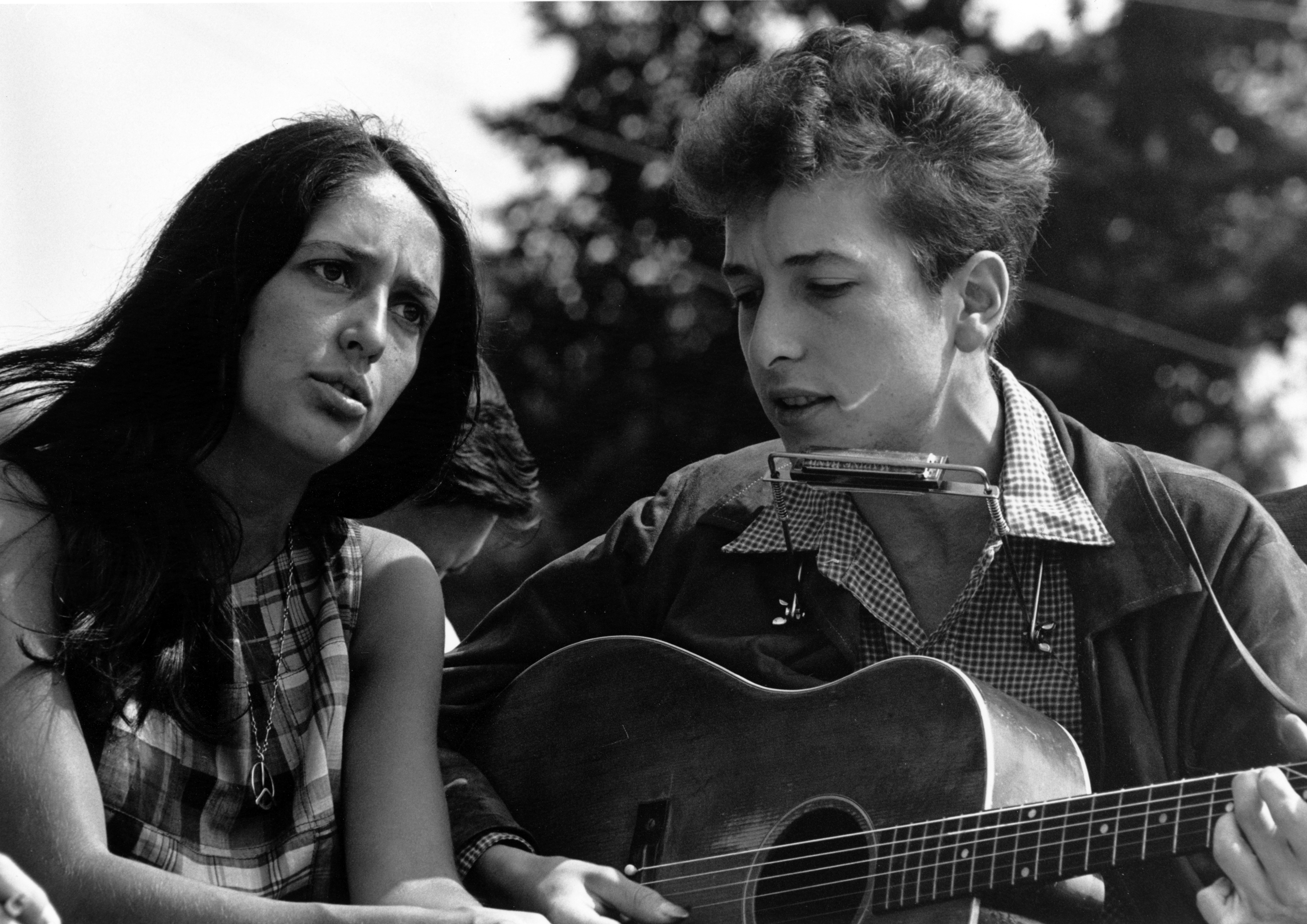
Joan Baez i Bob Dylan, Marsz na Waszyngton (1963)

Właściwie ruch folkowy można uważać za pierwszy ruch tej generacji, który łączył kulturę z polityką. Prawie wszyscy jego uczestnicy brali udział w wielu akcjach politycznych i społecznych. Można tu przypomnieć akcję Missisipi Caravan of Music z 1964 r., kiedy to Seeger, Carolyn Hester, Phil Ochs, Eric Anderson i inni (także i Dylan), zachęcali czarnych obywateli do rejestrowania się przed wyborami. A sam Dylan wraz z innymi wziął udział w słynnym marszu na Waszyngton w 1963 r. Folkowców cechował więc radykalizm polityczny i konserwatyzm muzyczny. Dylan był krytykowany za to, że pisze własne piosenki, bo według reguł ruchu powinien był wykonywać tylko dawne, autentyczne utwory, co go nudziło i męczyło. Ratowało go tylko to, że pisał protest songi. Dla folkowców (a była to grupa młodzieży ze średnich klas białej Ameryki) autentyczne i godne pochwały było wykonywanie tradycyjnych piosenek czy bluesa chociaż przecież wynikały one z zupełnie innych i cudzych doświadczeń życiowych. Natomiast napisanie swojego utworu wynikającego z własnych doświadczeń było podejrzane i niegodne. Tak więc typowy folkowiec reprezentował postępowe myślenie i wsteczną psychologię, zlepek niemożliwy do utrzymania na dłuższą metę.

### Piosenka autorska
Trzeba tu jeszcze wyjaśnić dość dziwny i kompletnie nieprecyzyjny termin singer-songwriter, który chyba najlepiej oddać po polsku jako wykonawca piosenki autorskiej. Jest ściśle związany z ruchem folkowym, ale pochodzenie jego nie jest całkowicie jasne. W 1965 r. Elektra wydała swój kompilacyjny album Singer-Songwriter Project, ale termin ten już był w tym czasie w użyciu. Jest on dość dziwaczny, gdyż nikt nie umieszcza np. Boba Marleya w grupie wykonawców piosenki autorskiej, chociaż sam pisał utwory, które następnie wykonywał; jest po prostu artystą reggae... Jednak to określenie istnieje do dziś i najwyraźniej określa artystów, którzy sami piszą swoje piosenki, następnie je wykonują i są, w mniejszym lub większym stopniu, związani z folkiem. W jakimś stopniu pokrewnym terminem jest określenie trubadurzy, którym często w USA określa się wybitnych autorów-wykonawców związanych z ruchem folkowym.

## Folk i pokrewne gatunki
W angielskiej terminologii (ang. folk music) jest to najogólniej pojęta muzyka ludowa. Do języka polskiego ten termin przedostał się wraz ze wzrostem popularności amerykańskiej jej odmiany, w szczególności bardziej popularnych stylów, włączając w to folk rock. Z czasem termin ten został rozciągnięty na style współczesnej muzyki popularnej, będące mieszanką rocka i muzyki ludowej, niezależnie od kultury jej pochodzenia.
Różnice między trzema pokrewnymi stylami – muzyką folk, muzyką ludową i muzyką świata – najogólniej rzecz biorąc polegają na tym, że:
- zamierzeniem współczesnej muzyki ludowej jest możliwie jak najwierniejsze (to się jednak często nie udaje) odtworzenie oryginalnego wzorca;
- muzyka folk czerpiąc inspiracje z muzyki ludowej, wykonując ją, stosuje środki współczesnej muzyki popularnej, głównie rocka;
- muzyka świata natomiast czerpiąc inspiracje z tych samych źródeł mieści się w nurtach muzyki współczesnej, awangardowej i rzadziej jazzu.

Niekiedy jednak granice między tymi gatunkami zacierają się i zaliczenie danego utworu do któregokolwiek staje się trudne lub niemożliwe.

## Historia pojęcia
O ile muzyka ludowa ma bardzo głębokie korzenie i sięga początków ludzkiej kultury, początki muzyki folk we współczesnym rozumieniu sięgają przełomu XVIII i XIX wieku, kiedy to profesjonalni muzycy i antropologowie zaczęli interesować się tą formą ludzkiej działalności. W 1846 r. powstało nowe słowo, stworzone przez brytyjskiego antykwariusza Williama J. Thomsa – folklore (pol. folklor). Angielskie słowo folk, pochodzi bezpośrednio z niemieckiego Volk, czyli lud. Lore oznacza w języku angielskim całą wiedzę należącą do jakiej szczególnej grupy ludzi lub związaną z jakimś szczególnym tematem, zwykle tradycyjnym. Czyli dotyczy to sposobów zachowania, zwyczajów, przesądów, ceremonii, przysłów, ballad itd. z dawnych czasów.
Muzyka folk ta tworzona często przy użyciu tradycyjnych współczesnych instrumentów wywarła duży wpływ na muzykę romantyzmu, kiedy to kompozytorzy wykorzystywali elementy muzyki ludowej w swych kompozycjach, posługując się środkami wyrazu typowymi dla muzyki poważnej.
Muzyka folk została przeniesiona do Ameryki Północnej przez emigrantów z Wielkiej Brytanii. Została też zachowana w swej tradycyjnej formie, w szczególności w stosunkowo odizolowanych społecznościach zamieszkujących region Appalachów. Ta muzyka dała początek stylowi znanemu pod nazwą tradycyjny folk. Tradycyjny folk amerykański uległ wpływom miejscowym adaptując pewne elementy muzyki innych kultur z afroamerykańskim bluesem na czele. Choć w USA folk tradycyjny uważa się za pierwotna formę folku, jest ona odrzucana przez ortodoksyjnych twórców brytyjskich jako skażona obcymi wpływami. Mimo to z amerykańskiego folku tradycyjnego wyewoluowały pozostałe formy muzyki folk.
Folk tradycyjny grany był na różnych, na ogół łatwo dostępnych instrumentach, takich jak gitara, bandżo, flet prosty, instrumenty perkusyjne, rzadziej skrzypce czy akordeon. Spełniając funkcję muzyki tanecznej, folk mógł być instrumentalny, lecz zwykle towarzyszył mu śpiew. Na ogół nie techniczny, a często nosowy. Poszczególne piosenki folk różniły się od siebie tak w formie, jak i w treści. Mogły być skoczne, jeśli towarzyszyły tańcu, rubaszne, w przypadku piosenki biesiadnej, lub melancholijne i balladowe, jeśli mówiły o problemach codziennego życia.

### Lata 20.
W latach 20. XX wieku pojawiła się już na tyle rozwinięta technologia nagrywania dźwięku, że można było nagrywać artystów stosunkowo tanio i mniej więcej w regionie, gdzie przebywali. Nagrywano wtedy wszystko, co się dało: grupy przygrywające do tańca, skrzypków, bluesmanów, którzy pojawiali się i znikali wędrując nieraz po całych Stanach itd. Powstały setki firm nagrywających, większość o znaczeniu regionalnym, których płyty były znane w najbliższej okolicy.
Były także nagrania, które uczyniły z artystów gwiazdy znane w całym kraju. Do takich należały płyty nagrane przez Ralpha Peera w Bristolu w stanie Tennessee, które uczyniły sławnymi Jimmiego Rodgersa, rodziny Carterów czy Stonemanów. A to z kolei stało się podwalinami do powstania całego biznesu związanego z muzyką country i do jej całkowitego skomercjalizowania.
Dużą rolę w popularyzacji tego gatunku muzyki pełniło radio, z  programami takimi, jak Barn Dance w chicagowskiej stacji WLS. Co sobotę prezentowano całemu krajowi wykonawców z kręgu country, folku i grupy strunowe, czyli zespoły składające się z gitarzysty lub gitarzystów i skrzypka, czasem także muzyka grającego na bandżo i muzyka wygrywającego figury basowe na dzbanie (ang. jug bands).
Gdy nagle okazało się, że tzw. nagrania rasowe (ang. race recordings) są niezwykle popularne, powstało mnóstwo firm wydających tzw. race records, a większe firmy tworzyły oddziały do nagrań czarnych artystów.

### Lata 30.
W latach 30. pojawiło się już kilku artystów folkowych największego formatu: Bessie Smith, Woody Guthrie, Leadbelly, Bill Monroe i Blind Lemon Jefferson. Bill Monroe ze swym bratem Charliem a później z Bluegrass Boys stworzył podwaliny pod nowy styl, zwany bluegrassem. To wtedy także pojawiają się tzw. śpiewający krowiarze, czyli kowboje (np. Gene Autry) i ich żeńskie odpowiedniki krowiarki (cowgirls) (np. Patsy Montana).
Nowy postęp technologiczny umożliwił najbardziej upartym na dotarcie do najodleglejszych zakątków kraju i nagranie muzyków, którzy z tego zakątka nigdy nawet nosa nie wystawili. Artysta już nie musiał iść do miasta, żeby być nagranym.
Ogromną rolę w uwiecznieniu muzyki folkowej miał etnomuzykolog Johna Lomaxa, który jako jeden z pierwszych dokonywał polowych nagrań muzyków bez względu na rasę. Od 1933 r. w podróżach towarzyszył mu syn Alan, który dla badań terenowych przerwał swoje studia na Harvardzie. Wyprawiali się do najodleglejszych zakątków Południa i w więzieniu Angola odkryli Leadbelly’ego. W 1937 r. Alan został kierownikiem Archiwum Amerykańskich Piosenek Folkowych przy Bibliotece Kongresu. Wtedy dokonał niezwykle istotnych nagrań Jelly Roll Mortona i Leadbelly’ego oraz ponad 3000 płyt z nagraniami polowymi. W 1942 r. dokonał pierwszych nagrań Muddy’ego Watersa, który w kilka lat później zrewolucjonizuje blues a tym samym i rock and roll.
W latach 40. XX wieku Moses Asch (pochodzący z Warszawy) założył i prowadził pierwszą firmę wydającą tradycyjną muzykę – Asch Records, a później firmę Folkways Records. Wydawała ona nagrania wielu piosenek Woody Guthrie'go.
Odbywały się także wtedy pierwsze festiwale folkowe na Południu i Wschodnim Wybrzeżu, a tacy bluesmani jak Big Bill Broonzy i folkowcy jak Leadbelly przełamywali bariery rasowe.

### Lata 40.
Lata 40. to okres, gdy muzyka folkowa była dostępna każdemu, kto chciał jej słuchać. Alan Lomax (a później i jego naśladowcy) wykorzystywali w tym celu oprócz publicznego radia, także stacje wojskowe. W dalszym ciągu także dokonywał nagrań polowych. Folkowe piosenki zaczęły docierać wszędzie.
Powstała grupa Almanac Singers, bardzo lewicowa, złożona ze świadomych, społecznych aktywistów (nawet czasem o zabarwieniu populistycznym), takich jak m.in. Pete Seeger, Bess Hawes, Cisco Houston, Woody Guthrie. Z występów w salach koncertowych czynili wydarzenia o znaczeniu politycznym. Firma Ash Records wydawała Leadbelly’ego, Guthrie’ego i innych. Muzyka folkowa brzmiała także z filmów, gdy Burl Ives i Paul Robeson zostali aktorami.

### Lata 50.
Wojna się skończyła i w latach 50. społeczeństwo stało się bardziej prawicowe. Nastąpiła era makkartyzmu i wielu wykonawcom z tego kręgu zabroniono nagrań i występów. Mimo to Pete Seeger, Lee Hays wraz z innymi założyli organizację People’s Songs Collective, która, chociaż istniała krótko, wyłoniła z siebie zespół The Weavers (m.in. Pete Seeger, Fred Hellerman, Lee Hays, Ronnie Gilbert), który wprowadził muzykę folkową na szczyty list przebojów i mieszał tradycyjną sztukę z przesłaniem politycznym. Działalność tej grupy była dość skutecznie ograniczana przez senatora McCarthy’ego. Kryzys spowodowany makkartyzmem osiągnął szczyt w połowie lat 50. i to mimo sukcesów takich artystów jak Burl Ives i Harry Belafonte. Burl Ives zhańbił się zresztą, odcinając się od reszty wykonawców folkowych i dostarczając listę nazwisk organowi makkartyzmu House Un-American Activities Committee (pol. Komitet do badania działalności antyamerykańskiej). W II poł. lat 50. The Weavers odzyskali jednak publiczność i przygotowali grunt pod folkowe odrodzenie w latach 60.

## Renesans folku
Takim niezwykle sprzyjającym momentem był koniec lat 50. i początek lat 60., kiedy to nastąpił krach rock and rolla spowodowany przez skandale seksualno-obyczajowe Jerry’ego Lee Lewisa i Chucka Berry’ego, odejście w zaświaty Buddy Holly’ego i Ritchiego Valensa, pobór do wojska Elvisa Presleya, oddanie się wyłącznie konsumpcji alkoholu przez Gene’a Vincenta i zmianę zawodu Little Richarda (został pastorem).

### Wzory
Nie można przecenić roli, jaką dla powstania ruchu folkowego, odegrało trzech całkowicie różniących się ludzi. Byli nimi Woody Guthrie, Pete Seeger i Leadbelly. A prekursorem Guthriego i Woody’ego był organizator ruchu związkowego w USA (m.in. Wobblies) i twórca piosenek jemu poświęconych – Joe Hill.

#### Woody Guthrie

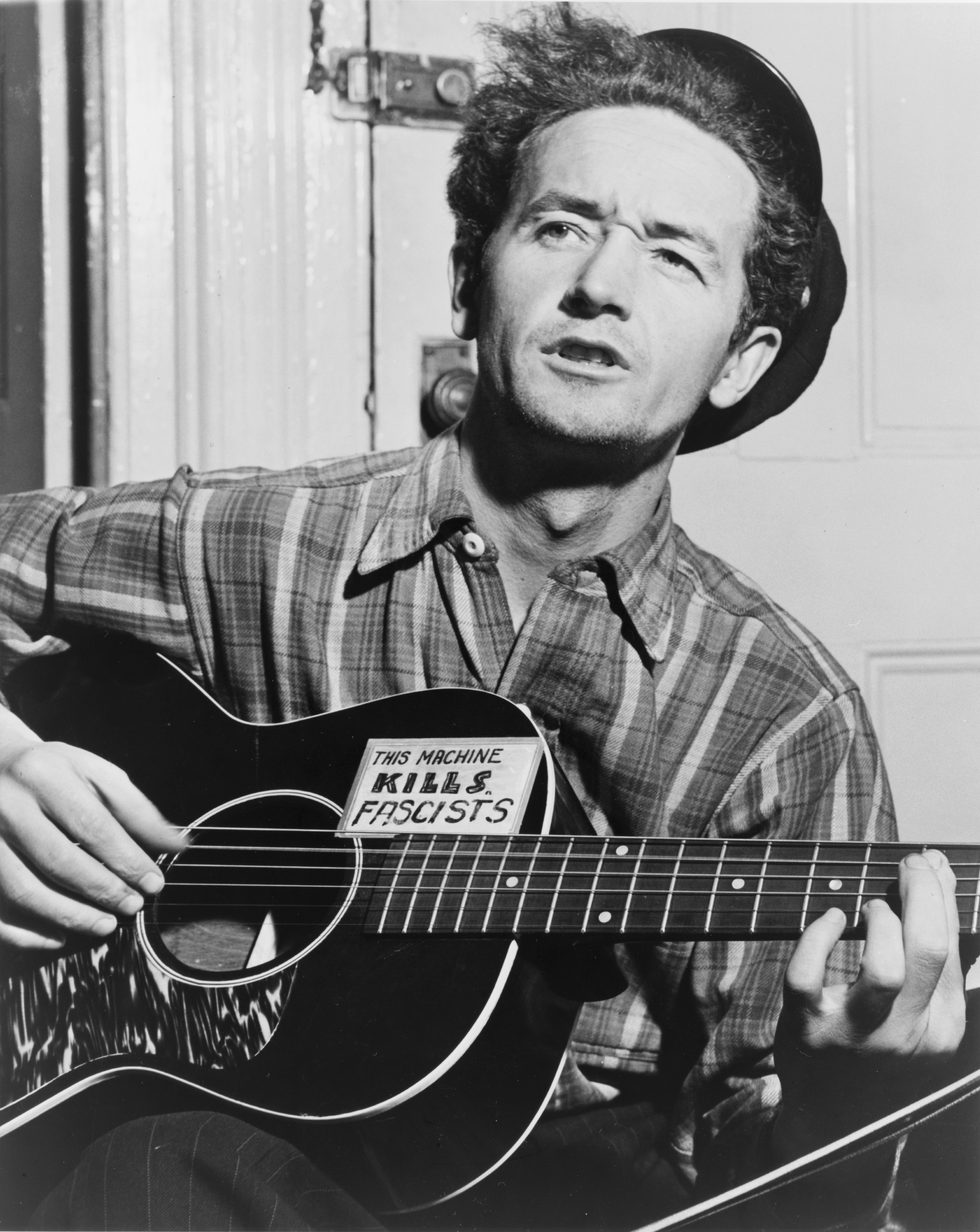
Woody Guthrie – na gitarze słynny napis Ta maszyna zabija faszystów

Guthrie urodził się w 1912 r. Pochodził ze wsi w powiecie Okfuskee w Oklahomie. Ojcem jego był zbankrutowany biznesmen a matka osobą chorą na dziedziczną chorobę Huntingtona, która również stała się przyczyną przedwczesnej śmierci Woody’ego. Warunki w jakich dorastał sprawiły, że nie skończył szkoły średniej. Miał realistyczny stosunek do rzeczywistości. Dlatego jego teksty są głównie swoistymi reportażami wyrażającymi prawdę. Śpiewał suchym, ostrym głosem. Miał słabość do kobiet (podziwiał w nich siłę) i do alkoholu (pewnie z tych samych względów). Wędrował po kraju z gitarą i to, co spostrzegał, było materiałem dla ponad tysiąca jego oryginalnych kompozycji. Na jego gitarze napis głosił Ta maszyna zabija faszystów.

#### Pete Seeger

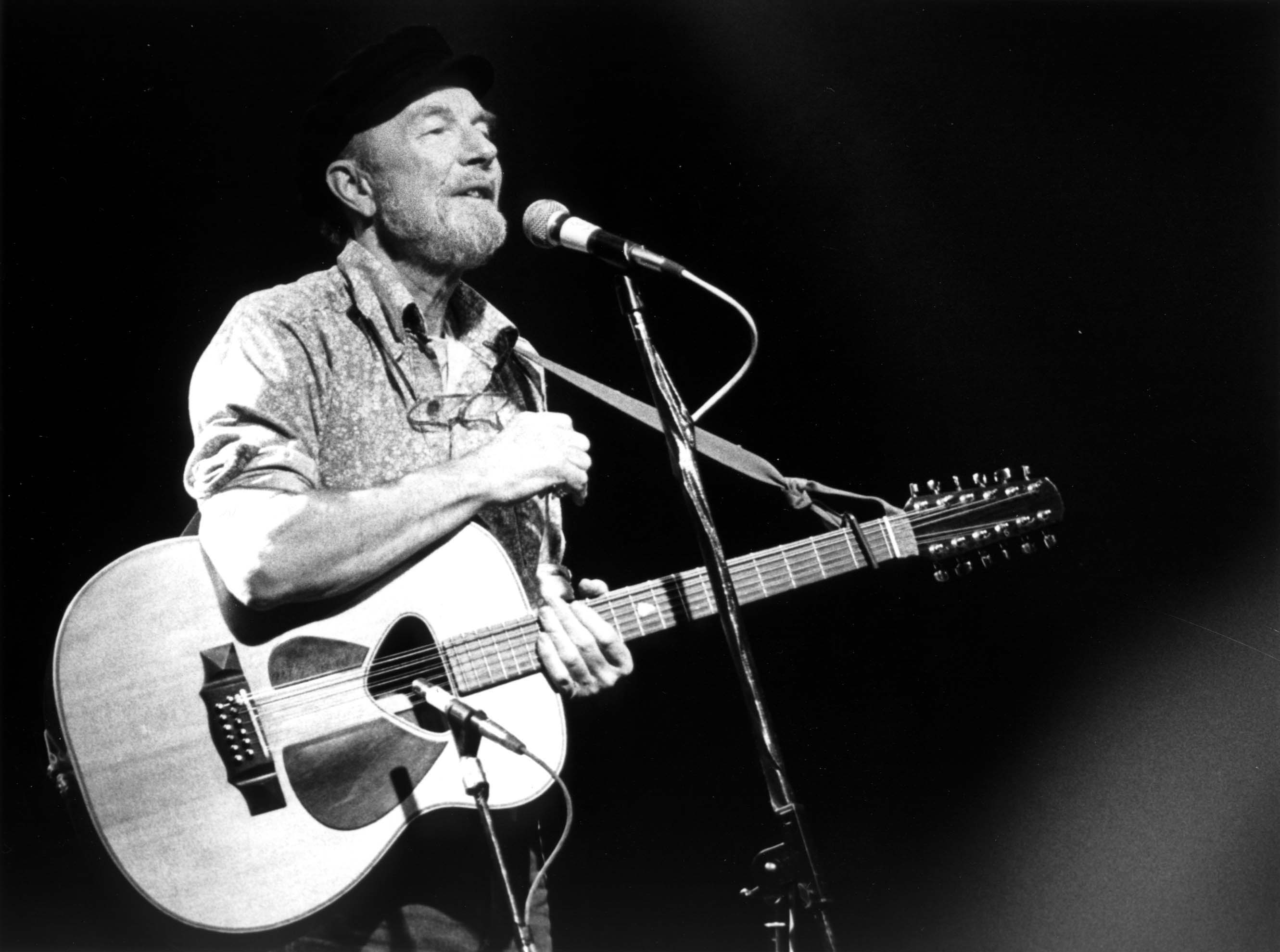
Pete Seeger podczas koncertu 20.2.1986

Seeger urodził się w 1919 r. w rodzinie o mocnych tradycjach kulturalnych. Ojciec, Charles Seeger, był folklorystą, a matka Constance de Clyver Edson skrzypaczką, która zdobyła wykształcenie na Harvardzie. Pete wychowywał się w burżuazyjnym komforcie. Był człowiekiem nieśmiałym, zwłaszcza w stosunku do kobiet. Publiczne występy wynikały u niego z próby przezwyciężenia tej przypadłości. Był wirtuozem gry na bandżo, ale i dobrym gitarzystą, obdarzonym przy tym znakomitym tenorem. Był idealistą. Teksty w większości jego najlepszych utworów są politycznymi homiliami czy kazaniami.
Woody i Pete zaprzyjaźnili się w 1941 r., przewędrowali tysiące mil wzdłuż i wszerz Stanów występując razem. Byli tak samo przywiązani do idei socjalistycznych, a mimo to ich podejście do sztuki i polityki było zupełnie różne. Pięknie wyraził to Oscar Brand (radiowiec i muzyk związany z ruchem folkowym): Woody miał na swojej gitarze naklejkę, która głosiła Ta maszyna zabija faszystów. Gdyby Pete miał taką, to mówiłaby ona Ta maszyna okrąża faszystów i przekonuje ich do odłożenia broni.

#### Huddie Ledbetter („Lead Belly”)

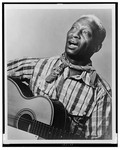
Huddie Leadbelly Ledbetter

Huddie Ledbetter urodził się w 1885 r. w dystrykcie Caddo Lake w pobliżu Mooringsport w Luizjanie. W 1917 r. za zabicie w walce o kobietę drugiego mężczyzny został skazany na 30 lat więzienia w Huntsville. Gubernator stanu Pat Neff poruszony jego muzyką wypuścił go z więzienia 15 stycznia 1925 r. Pięć lat później znów (pod zarzutem napaści z zamiarem pozbawienia życia) skazano go na okres od 6 do 10 lat w słynnym więzieniu Angola w Luizjanie. W 1934 r. skomponował utwór dla gubernatora O.K. Allena, w którym prosił go o darowanie reszty kary. Utwór ten został nagrany przez Johna A. Lomaxa i przekazany gubernatorowi, który zwolnił muzyka. W kilka miesięcy po wyjściu z więzienia Ledbetter wystąpił na Harvardzie. Magazyn Life wydarzeniu temu poświęcił artykuł Bad Nigger Makes Good Minstrel. Zamieszkał z żoną na Manhattanie i tam stał się częścią bluesowo-folkowej sceny, którą reprezentowali wówczas Josh White, Sonny Terry, Pete Seeger, Woody Guthrie, Brownie McGhee, wielebny Gary Davis, grupa The Weavers i wielu innych. Byli oni związani z tzw. Nową Lewicą amerykańską.
Ta trójka najpełniej reprezentowała ideały i postawy przyciągające młode pokolenie. Lata 50. w USA był to okres eisenhowerowskiego konserwatyzmu, a folk kojarzony ze społecznym protestem i postępową polityką był zupełną antytezą tych czasów. Poza tym trójka powyższych twórców stała się dla młodych ideałem romantycznego bohatera; wędrownika (hobo), skazańca, buntownika przeciw skostniałym regułom i przyzwyczajeniom. Dzieci bohaterów II wojny światowej, żyjące w cieniu bomby atomowej poszukiwały antybohaterów.
Niewątpliwie największą rolę w renesansie folku odegrał Pete Seeger. Był ideałem antykomercji, gdyż ze względu na prokomunistyczne sympatie nie puszczano jego muzyki w komercyjnym radiu, nie mógł nagrywać dla głównych firm płytowych, nie mógł występować w salach koncertowych – był po prostu na czarnej liście. To on spowodował swoim jednym występem w szkole w Palo Alto, że mała Joan Baez postanowiła zostać folkową piosenkarką. Na tym samym koncercie Seeger sprzedał swoją książkę Jak grać na 5-strunowym bandżo uczniowi Dave’owi Guardowi, który w trzy lata później zainspirowany Seegerem i grupą Weavers założył Kingston Trio.
W listopadzie 1958 r. utwór „Tom Dooley” (o Tomie Duli, konfederackim weteranie wojny domowej, który zamordował swoją kochankę) w wykonaniu Kingston Trio dotarł na szczyty wszystkich chyba list przebojów w USA. Był to niewątpliwie silny bodziec dla poszukujących własnych środków wyrazu młodych, idealistycznych ludzi dążących do znalezienia pozytywnych idei i sposobu ich wyrażenia. Jasne było, że te właśnie idee reprezentowane były przez starsze pokolenie folkowców, związanych z tzw. Nową Lewicą. Pete Seeger, zapewne ze względu na chorobę Guthriego, został patronem i ojcem chrzestnym młodej generacji folkowców. Był jednak zbytnim purystą i gdy któryś z folkowców wyrywał się z ruchu i przekraczał go, miał zwyczaj się obrażać. Skoro o nim mowa, to podczas pobytu w Polsce w latach 60., wystąpił w polskiej telewizji z recitalem.

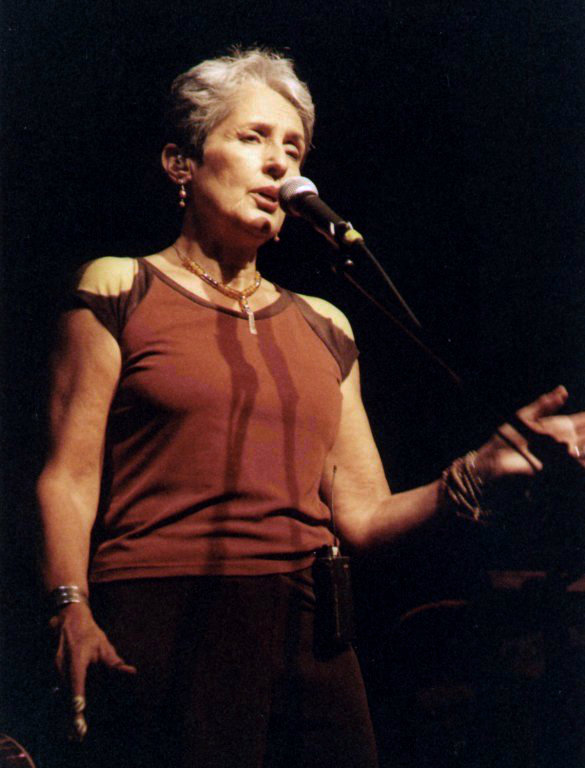
Joan Baez

Tak naprawdę jednak folknicy raczej nie byli dziećmi Pete’a i Woody’ego, lecz Pete’a lub Woody’ego. Styl łagodnej perswazji Seegera przyciągał raczej kobiety (ale nie tylko) i do tej grupy zaliczyć można Carolyn Hester, Joan Baez, Jackie Washington, Jean Redpath, Kingston Trio, Brothers Four i Chad Mitchell Trio. Do ostrego i stanowczego Guthriego przyznawali się tacy artyści jak Ramblin’ Jack Elliot, John Sebastian, Phil Ochs, Tom Paxton i najbardziej mu oddany Bob Dylan. Jasne jest także, iż były osoby, takie jak np. fenomenalna Odetta (znana już od wczesnych lat 50.), której najbliższa była tradycja czarnych bluesmenów i piosenkarzy.
Już wkrótce na wzór Kingston Trio powstały takie zespoły jak np. Chad Mitchell Trio i Peter, Paul & Mary. Młodzi muzycy wyruszyli masowo na wieś w celu odszukania autentycznych wykonawców folka i bluesa, którzy otrzymali drugą szansę w życiu na kontynuowanie dawno porzuconych karier i dokonanie nowych nagrań.

### Ważniejsze ośrodki
Renesans ten rozpoczął się w miastach, zwłaszcza w tych, które miały silne ośrodki akademickie. Pod koniec lat 50. wyłoniło się ważne centrum folkowe w rejonie Bostonu i Cambridge. Tam właśnie były tak potężne ośrodki akademickie jak Harvard, Tufts, Uniwersytet Bostoński, Brandeis i Radcliffe. Wkrótce folkowców było tak wielu, że zaczęli zakładać własne kawiarnie, wzorowane na europejskich, gdzie można było prezentować swoją muzykę (jazz, blues, bluegrass, folk, muzykę z gór itd.). Pierwszą taką kawiarnią w Cambridge była założona już w 1955 r. Coffee Grinder. A potem powstały inne, m.in. Cafe Yana i Club 47 (który od lutego 1959 r. stał się miejscem, gdzie regularnie występowała Joan Baez).
Najważniejszymi postaciami tego kręgu folkowego byli Eric Von Schmidt, Debbie Green, Joan Baez (studentka Uniwersytetu Bostońskiego od 1958 r. i centralna postać ruchu) zwana Joanie, Jim Rooney, Eric Sackheim i Clay Jackson. Ten krąg muzyków był zdecydowanie bardziej purystyczny od kręgu nowojorskiego. Np. Joan Baez w dalszym ciągu można nazywać piosenkarką folkową, ale Dylana – na pewno nie.
Innym prężnym ośrodkiem było Berkeley w Kalifornii. Folkowcy mieli swój klub Blind Lemon, w którym można było spotkać wykonawców z Bostonu i Cambridge. Wymiana taka istniała nawet między Nowym Jorkiem a Bostonem i Cambridge, mimo napięć między nimi, których przyczyną była czystość i autentyczność.
Kolejne wielkie centra folku to Ann Arbor (Michigan), Denver (Kolorado), Minneapolis (Minnesota), Asheville (Karolina Północna), Chicago (Illinois), San Francisco, Los Angeles, Woodstock (Nowy Jork), Toronto (Kanada). Ale kluby poświęcone pielęgnowaniu tradycji powstawały także i w innych stanach i miastach, np. klub Coconut w Miami na Florydzie.
Przełomowym momentem dla ruchu folkników był niezaplanowany występ Joan Baez na festiwalu folkowym w Newport w lipcu 1959 r. Bobby Gibson przed swoim występem zobaczył ją stojącą przy scenie na bosaka w błocie, całkowicie przemoczoną padającym deszczem i po uzgodnieniu z Oscarem Brandem (konferansjerem i menedżerem sceny) zaprosił ją do towarzyszenia mu w jednej piosence, a potem w ogóle ustąpił jej miejsca. Publiczność oszalała z zachwytu. Droga do kariery była otwarta.
Szczególnym miejscem stała się dzielnica Nowego Jorku Greenwich Village, która przyciągała jak magnes najzdolniejszych twórców.

## Schyłek ruchu folkowego
Wewnętrzne słabości ruchu folkowego sprawiły, że gdy muzyka rockowa została zrewitalizowana przez takie brytyjskie zespoły jak The Beatles i The Rolling Stones, cały ten ruch błyskawicznie się rozpadł. Ostatnią próbą jego samoobrony było wybuczenie debiutu zelektryfikowanego Boba Dylana na festiwalu w Newport w 1965 r.
Paradoksalnie, zespoły brytyjskiej inwazji wykorzystywały te same elementy, co amerykańscy folkowcy, bowiem wyrastały one z amerykańskiej tradycji bluesowej (Muddy Waters), jednak nie były jej niewolnikami, ale w większości wypadków jej twórczymi reinterpretatorami i pod każdym względem przewyższały grupy amerykańskie. Dylan tak zazdrościł grupie The Animals jej wersji „The House of the Rising Sun”, że na kilku sesjach nagraniowych usiłował ich naśladować i uzyskać podobne brzmienia, ale nigdy mu się to nie udało.
Można więc patrzeć na folk jako na pewien archaiczny powrót do Arkadii wolnej muzyki, jako bunt przeciw coraz bardziej komercjalizującej się muzyce popularnej. Jego główny spadek to chyba przekonanie autorów piosenek, że można mieszać politykę z muzyką. Piosenki mogą dotyczyć żywotnych spraw całego społeczeństwa, a nie tylko opowiadać o nic nie znaczących błahostkach.

## Folk w innych krajach
Popularność tej muzyki w Europie i na innych kontynentach spowodowała zainteresowanie lokalnych twórców muzyką ludową typową dla ich własnych kultur oraz adaptowanie jej elementów do muzyki folk. W ten sposób powstał cały szereg stylów, determinowanych przez kulturę, z której się wywodziły, na przykład:
- bałkański folk
- celtycki folk
- węgierski folk
- polski folk
- góralski folk
- cygański folk

## Najważniejsi polscy przedstawiciele gatunku
- Beltaine
- Carrantuohill
- Dikanda
- Ifi Ude
- Janusz Prusinowski Trio
- Jar
- Justyna Steczkowska
- Kapela ze Wsi Warszawa
- Kwiat Jabłoni
- Kwartet Jorgi
- Muzykanci
- Orkiestra św. Mikołaja
- Osjan
- Percival Schuttenbach
- Psio Crew
- Sierra Manta
- Stanisław Grzesiuk
- Swoją Drogą
- Transkapela
- Trebunie-Tutki
- Tulia (zespół muzyczny)
- Zespół Polski
- Żywiołak

Również ogromna część dorobku tzw. poezji śpiewanej zaliczana jest do gatunku folk. W szczególności chodzi tu o inspirowane twórczością takich folk-singerów jak Bob Dylan, Bruce Springsteen, Włodzimierz Wysocki, Bułat Okudżawa, utwory:
- Starego Dobrego Małżeństwa
- Wolnej Grupy Bukowina
- Jacka Kaczmarskiego